# Meerbusch
Meerbusch är en stad i den tyska delstaten Nordrhein-Westfalen, och är belägen vid floden Rhen, strax väster om den större staden Düsseldorf. Staden har cirka 57 000 invånare, på en yta på 64 kvadratkilometer. Den ingår i storstadsområdet Rheinschiene.

## Administrativ indelning
Meerbusch består av åtta Stadtteile.
| Stadtteil         | Invånare (2010) |
| ----------------- | --------------- |
| Büderich          | 21 500          |
| Osterath          | 12 645          |
| Lank-Latum        | 9 806           |
| Strümp            | 5 989           |
| Ossum-Bösinghoven | 2 289           |
| Nierst            | 1 423           |
| Langst-Kierst     | 1 024           |
| Ilverich          | 678             |